# 作東町
作東町（さくとうちょう）は、かつて岡山県の北東部に位置し兵庫県と境を接していた町。英田郡に属した。現在は合併により美作市となり、旧作東町役場は美作市役所作東総合支所となっている。

## 地理
中国山地に位置し山林で占められている。かつては出雲街道の宿場町として発展してきた。

## 歴史

### 沿革
- 1953年（昭和28年）9月1日 - 英田郡江見町・土居町・福山村・粟井村・吉野村の1町4村が合併し、作東町となる。
- 1958年（昭和33年） - 役場新庁舎が完成[1]。
- 1993年（平成5年）1月 - 役場をバレンタインパーク作東内に移転[2]。
- 2005年（平成17年）3月31日 - 英田郡美作町・英田町・大原町・東粟倉村、勝田郡勝田町との合併により美作市となる。

## 行政
- 作東町役場（現・美作市役所作東総合支所）
  - 福山地区センター（現・美作市役所作東総合支所福山出張所）
  - 土居地区センター、粟井地区センター、吉野地区センター、豊野地区センター、江見地区センター（美作市発足後に出張所として引き継がれたが現在は廃止）

## 教育

### 美作市発足後も存続
- 作東町立江見小学校
- 作東町立土居小学校
- 作東町立粟井小学校（2015年に江見小学校に統合され閉校）
- 作東町立吉野小学校（2008年に江見小学校に統合され閉校）
- 作東町立作東中学校

現在は上記各校とも美作市立。
- 岡山県立江見商業高等学校（2009年閉校）

### 作東町時代に閉校
- 作東町立江見中学校（後の作東中学校江見校舎）[3]
- 作東町立土居中学校（後の作東中学校土居校舎）[3]
- 作東町立福山中学校（後の作東中学校福山校舎）[3]
- 作東町立粟井中学校[3]

上記4中学校は作東中学校設立により1967年までに閉校。
- 作東町立豊野小学校（1998年に江見小学校に統合され閉校）[4]
- 作東町立福山小学校（現・さくとう山の学校、1999年に土居小学校に統合され閉校）[5][6]
- 作東町大原町組合立城山中学校（所在地は大原町壬生、1986年に大原中学校に統合され閉校）[7]

## 姉妹都市
- フランス・サン・バランタン村(Saint-Valentin)
- オーストリア・ザンクト・バレンタイン市(Sankt Valentin)
- カナダ・サン・バランタン村(Saint-Valentin)

3都市と姉妹縁組を行い、「バレンタイン日本の里」として観光に注力している。

## 交通

### 鉄道
- JR姫新線 ： 美作土居駅 - 美作江見駅

### 道路
- 町内を走る高速道路 ： 中国自動車道 - 作東IC
- 町内を走る一般国道 ： 国道179号、国道429号
- 町内を走る県道
  - 岡山県道5号作東大原線
  - 岡山県道46号和気笹目作東線
  - 岡山県道・兵庫県道161号市場佐用線
  - 岡山県道358号鷺巣溝口線
  - 岡山県道360号万善美作線
  - 岡山県道・兵庫県道365号上福原佐用線
  - 岡山県道479号瀬戸宗掛線

## 名所・旧跡・観光スポット・祭事・催事
- バレンタインパーク作東
- 杉坂史跡
- トラちゃん田んぼ
- 出雲街道土居宿